# مياب (مرند)
مياب هي قرية في مقاطعة مرند، إيران. عدد سكان هذه القرية هو 624 في سنة 2006.